# Ice Challenge 2014
Ice Challenge 2014 – ósme zawody łyżwiarstwa figurowego z cyklu Challenger Series 2014/2015. Zawody rozgrywano od 11 do 16 listopada 2014 roku w hali Liebenauer Eishalle w Grazu.
Wśród solistów triumfował Amerykanin Douglas Razzano, natomiast w rywalizacji solistek jego rodaczka Hannah Miller. W rywalizacji par sportowych zwyciężyli reprezentanci Rosji Lina Fiodorowa i Maksim Miroszkin. Tytuł w rywalizacji par tanecznych wywalczyli Amerykanie Maia Shibutani i Alex Shibutani.

## Wyniki

### Soliści
| Poz. | Zawodnik            | Nota łączna | SP  | SP    | FS  | FS     |
| ---- | ------------------- | ----------- | --- | ----- | --- | ------ |
| 1    | Douglas Razzano     | 199,92      | 2   | 65,49 | 1   | 134,43 |
| 2    | Aleksandr Samarin   | 196,92      | 1   | 69,16 | 2   | 127,76 |
| 3    | Martin Rappe        | 180,66      | 3   | 60,84 | 4   | 119,82 |
| 4    | Petr Coufal         | 173,56      | 9   | 48,10 | 3   | 125,46 |
| 5    | Phillip Harris      | 173,00      | 4   | 57,13 | 5   | 115,87 |
| 6    | Pawieł Ignatienko   | 162,59      | 5   | 56,75 | 8   | 105,84 |
| 7    | Justus Strid        | 157,83      | 12  | 46,39 | 6   | 111,44 |
| 8    | Patrick Myzyk       | 157,63      | 10  | 47,34 | 7   | 110,29 |
| 9    | Mark Webster        | 145,94      | 6   | 53,41 | 9   | 92,53  |
| 10   | Mario-Rafael Ionian | 133,74      | 11  | 47,14 | 10  | 86,60  |
| 11   | Manuel Koll         | 121,01      | 13  | 45,50 | 12  | 75,51  |
| 12   | Ali Demirboga       | 119,32      | 17  | 38,61 | 11  | 80,71  |
| 13   | Andrew Dodds        | 118,03      | 8   | 51,85 | 16  | 66,18  |
| 14   | Marco Klepoch       | 112,79      | 16  | 39,67 | 13  | 73,12  |
| 15   | Albert Muck         | 111,59      | 14  | 43,42 | 15  | 68,17  |
| 16   | Jordan Dodds        | 111,40      | 15  | 41,86 | 14  | 69,54  |
| WD   | Kristof Forgo       | DNS         | DNS | DNS   | DNS | DNS    |

### Solistki
| Poz. | Zawodniczka             | Nota łączna | SP  | SP    | FS  | FS     |
| ---- | ----------------------- | ----------- | --- | ----- | --- | ------ |
| 1    | Hannah Miller           | 156,39      | 4   | 46,82 | 1   | 109,57 |
| 2    | Isabelle Olsson         | 152,85      | 3   | 53,73 | 3   | 99,12  |
| 3    | Ivett Tóth              | 152,18      | 2   | 54,41 | 4   | 97,77  |
| 4    | Alona Leonowa           | 148,29      | 1   | 56,75 | 5   | 91,54  |
| 5    | Lutricia Bock           | 148,13      | 9   | 43,07 | 2   | 105,06 |
| 6    | Nicole Rajičová         | 133,67      | 6   | 43,41 | 6   | 90,26  |
| 7    | Kyueun Kim              | 127,84      | 8   | 43,21 | 7   | 84,63  |
| 8    | Sarah Hecken            | 120,63      | 7   | 43,39 | 8   | 77,24  |
| 9    | Guia Maria Tagliapietra | 110,32      | 5   | 46,39 | 10  | 63,93  |
| 10   | Jennifer Parker         | 108,69      | 11  | 35,03 | 9   | 73,66  |
| 11   | Jana Coufalova          | 91,76       | 13  | 32,66 | 12  | 59,10  |
| 12   | Sandy Hoffmann          | 91,60       | 14  | 31,43 | 11  | 60,17  |
| 13   | Anastasija Kononenko    | 83,39       | 10  | 40,06 | 15  | 43,33  |
| 14   | Christina Grill         | 78,56       | 15  | 24,02 | 13  | 54,54  |
| 15   | Ines Wohlmuth           | 75,59       | 16  | 22,29 | 14  | 53,30  |
| WD   | Carol Bressanutti       | DNS         | DNS | DNS   | DNS | DNS    |
| WD   | Anita Madsen            | DNS         | DNS | DNS   | DNS | DNS    |
| WD   | Pernille Sorensen       | DNS         | DNS | DNS   | DNS | DNS    |
| WD   | Diana Pierwuszkina      | DNS         | DNS | DNS   | DNS | DNS    |

### Pary sportowe
| Poz. | Zawodnicy                                  | Nota łączna | SP | SP    | FS | FS     |
| ---- | ------------------------------------------ | ----------- | -- | ----- | -- | ------ |
| 1    | Lina Fiodorowa / Maksim Miroszkin          | 157,80      | 1  | 55,78 | 1  | 102,02 |
| 2    | Miriam Ziegler / Severin Kiefer            | 142,56      | 4  | 46,08 | 2  | 96,48  |
| 3    | Mari Vartmann / Aaron Van Cleave           | 140,82      | 2  | 48,54 | 3  | 92,28  |
| 4    | Arina Czerniawska / Antonio Souza-Kordeiru | 133,78      | 3  | 46,88 | 4  | 86,90  |
| 5    | Alessandra Cernuschi / Filippo Ambrosini   | 123,70      | 5  | 42,86 | 6  | 80,84  |
| 6    | Maryja Paliakowa / Nikita Boczkow          | 120,94      | 6  | 39,82 | 5  | 81,12  |
| 7    | Marin Ono / Hon Lam To                     | 93,64       | 7  | 36,44 | 7  | 57,20  |
| 8    | Olga Bestandigova / Ilhan Mansiz           | 58,28       | 8  | 24,44 | 8  | 33,84  |

### Pary taneczne
| Poz. | Zawodnicy                                    | Nota łączna | SD | SD    | FD | FD     |
| ---- | -------------------------------------------- | ----------- | -- | ----- | -- | ------ |
| 1    | Maia Shibutani / Alex Shibutani              | 166,34      | 1  | 65,38 | 1  | 100,96 |
| 2    | Laurence Fournier Beaudry / Nikolaj Sørensen | 147,06      | 2  | 59,12 | 2  | 87,94  |
| 3    | Barbora Silna / Juri Kurakin                 | 129,58      | 3  | 50,20 | 3  | 79,38  |
| 4    | Henna Lindholm / Ossi Kanervo                | 127,30      | 5  | 49,56 | 4  | 77,74  |
| 5    | Misato Komatsubara / Andrea Fabbri           | 127,14      | 4  | 50,16 | 6  | 76,98  |
| 6    | Alisa Agafonova / Alper Ucar                 | 126,28      | 6  | 49,04 | 5  | 77,24  |
| 7    | Jennifer Urban / Sevan Lerche                | 108,62      | 7  | 42,58 | 7  | 66,04  |
| 8    | Nathalie Rehfeldt / Bennet Preiss            | 90,92       | 8  | 37,78 | 8  | 53,14  |